# Deontay Wilder
Deontay Leshun Wilder (Tuscaloosa, 22 oktober 1985) is een Amerikaanse bokser. Hij vecht in de zwaargewichtklasse. Hij won brons op de Olympische Zomerspelen 2008 in Peking. Van 2015 tot 2020 was hij de houder van de WBC-wereldtitel in zijn klasse. Hij staat bekend om zijn harde rechterstoot.

## Amateurcarrière
Wilder begon in 2005 met boksen, naar verluidt om geld te verdienen voor een van zijn gehandicapte kinderen. Jaren later werd hij Amerikaans kampioen bij de amateurs. In 2008 behaalde hij als door een wonder brons op de Olympische spelen in Peking in een lagere gewichtsklasse. Hij verloor uiteindelijk kansloos in de halve finale van de Italiaan Clemente Russo, die zelf vervolgens dik verloor van  Rakhim Chakhkiev. Niet lang daarna stapte Wilder over naar de profs.

## Profcarrière
Het begin van zijn profcarrière kenmerkt zich met snelle knock-out overwinningen. Hij maakte zijn debuut op 15 november 2011. Hij versloeg Ethan Cox op TKO in de 2e ronde.
Zijn eerste 32 partijen won Wilder allemaal voortijdig en binnen de 4 rondes. 
Op 17 januari 2015 won Wilder de WBC-zwaargewichttitel. Hij won op punten van de Canadees Bermane Stiverne. Vervolgens verdedigde hij zijn titel 10 keer met succes. 

### Duels met Tyson Fury
Op 1 december 2018 verdedigde Wilder in Los Angeles zijn WBC-wereldtitel tegen de eveneens ongeslagen Tyson Fury, zijn enige eis was dat hij een eerlijke jury zou krijgen. Tyson Fury moest jaren daarvoor al zijn titels eerder op moest opgeven vanwege inactiviteit door een drugs- en alcoholverslaving, mentale problemen schorsingen en extreem overgewicht. Tot ieders verbazing bleek Tyson Fury in staat om meer dan 100 pond af te vallen in enkele maanden en bleef hij tijdens het duel Wilder op boksgebied de baas. Wel scoorde Wilder twee keer een knockdown. De laatste knockdown vond plaats in de laatste ronde. Wilder stak zijn handen al omhoog uit vreugde, maar Fury wist tijdens de telling weer op beide benen te staan. Tot verbijstering van Tyson Fury en vele anderen beoordeelde de Amerikaanse jury het gevecht als een gelijkspel.
In een latere rematch op 22 februari 2020 verloor Wilder kansloos van de inmiddels weer iets fittere Fury op een TKO nadat het bloed uit Deontay Wilder zijn mond en oren kwam en zijn coach uiteindelijk de handdoek in de ring gooide, Wilder moest hierna naar het ziekenhuis en is naar verluidt nog altijd dusdanig geblesseerd dat hij voorlopig geen verdere wedstrijden mocht vechten. Wilder verloor zodoende dus zijn wereldtitel ten gunste van Fury.
Het derde duel werd op 9 oktober 2021 in de T-Mobile Arena in Las Vegas gehouden, die Wilder in de elfde ronde met een knock-out verloor.

## Persoonlijk
Deontay Wilder is momenteel getrouwd met Tillie Swift en vader van 8 kinderen van 4 verschillende vrouwen.